# High School Musical: la selección (Argentina)
Disney High School Musical: La selección fue un programa de televisión emitido durante el 2007, que consistió en un casting realizado por Disney y eltrece y auspiciado por Movistar Música. 
Su fin era escoger a una pareja de entre los 20 participantes —10 varones y 10 mujeres—, que interprete los roles protagónicos (originalmente, Troy Bolton y Gabriella Montez) en la versión argentina de la película, para lo cual debieron demostrar sus aptitudes como cantantes, bailarines y actores. 
Agustina Vera y Fernando Dente fueron los dos participantes elegidos para protagonizar la primera adaptación latinoamericana de High School Musical. High School Musical: El desafío se filmó durante el verano del 2008, bajo la dirección de Jorge Nisco, y se estrenó el 17 de julio del 2008 en todos los cines argentinos, con una buena respuesta del público. Antes del estreno, ya contaba con su propia banda sonora, lanzada el 17 de junio de 2008. La película en formato DVD se lanzó el 29 de octubre de ese mismo año.

## Las audiciones
Las inscripciones para participar del programa se iniciaron el 19 de abril del 2007, siendo realizable únicamente a través de Internet, y solo para jóvenes argentinos de entre 16 y 24 años. Sin embargo, el total de inscriptos logró superar los 26 000 aspirantes, lo que se convirtió en un récord histórico de convocatoria para un casting televisivo.
Las audiciones iniciaron el 7 de mayo y se hicieron en varias etapas durante cinco semanas en el Microestadio de Argentinos Juniors y en el microcine de Disney, en Buenos Aires. Los aspirantes fueron evaluados por el productor musical Afo Verde, el compositor Fernando López Rossi y el coreógrafo Ricky Pashkus, más un grupo de colaboradores, todos profesionales del medio artístico.

## Los seleccionados
Los nombres de los seleccionados se dieron a conocer el 8 de julio, durante una transmisión especial conducida por Adrián Suar y Marcelo Tinelli, gerente de programación de Canal 13 y dueño de Ideas del Sur respectivamente. Allí se convocaron a los veinte seleccionados, haciéndoles creer que el número real de elegidos eran diez. Más tarde, a modo de sorpresa, anunciaron que los veinte participantes estarían en la Selección.
De los más de 26 000 inscriptos, estos fueron los veinte seleccionados:
| Participante                       | Edad    | Ciudad de origen       | Estado         | Obtuvo el papel de                  |
| Agustina Vera                      | 22 años | Beccar                 | Ganadora       | Gabriella Montez                    |
| Fernando Dente                     | 17 años | Ciudad de Buenos Aires | Ganador        | Troy Bolton                         |
| Delfina Peña                       | 21 años | Ciudad de Buenos Aires | Finalista      | Sharpay Evans                       |
| Walter Bruno                       | 21 años | Rafael Castillo        | Finalista      | Ryan Evans                          |
| Sofía Agüero Petros                | 19 años | Santiago del Estero    | Semifinalista  | Kelsi Nielsen                       |
| Gastón Vietto                      | 17 años | La Rioja               | Semifinalista  | Zeke Baylor                         |
| Valeria Baroni                     | 17 años | Ciudad de Buenos Aires | Semifinalista  | Taylor McKessie                     |
| Juan Alejandro "Juanchi" Macedonio | 23 años | Vicente López          | Semifinalista  | Chad Danforth                       |
| Marco Dimónaco                     | 17 años | Pérez                  | 12º Eliminado  |                                     |
| Juan Manuel "Colo" Juárez          | 17 años | Campana                | 11º Eliminado  |                                     |
| María Clara Alonso                 | 18 años | Rosario                | 10.ª Eliminada | Equivalente a una de las Sharpettes |
| Sumi Justo                         | 20 años | Ciudad de Buenos Aires | 9ª Eliminada   |                                     |
| Esteban Rojas                      | 18 años | Ciudad de Buenos Aires | 8º Eliminado   |                                     |
| Victoria Gómez                     | 18 años | Ciudad de Buenos Aires | 7ª Eliminada   |                                     |
| Sophie Oliver Sánchez              | 19 años | San Fernando           | 6ª Eliminada   | Equivalente a una de las Sharpettes |
| Augusto "Facha"Buccafusco          | 19 años | Ciudad de Buenos Aires | 5º Eliminado   | Jason Cross                         |
| Ariel Leone                        | 23 años | San Martín             | 4º Eliminado   |                                     |
| Brunella Margutti                  | 21 años | Rosario                | 3ª Eliminada   |                                     |
| Ignacio Ocampo                     | 17 años | Ciudad de Buenos Aires | 2º Eliminado   |                                     |
| Paula Maustaglio                   | 19 años | Mar del Plata          | 1ª Eliminada   |                                     |

1. ↑  Se considera la edad de los participantes al inicio del programa, para conocer sus fechas de nacimiento véase la información disponible en los enlaces que se encuentran sobre el nombre de cada uno.
2. ↑  En principio suplente, entró al programa como reemplazo de María Fernanda Chachi Tedesco, retirada del mismo (aún antes del primer concierto) por un escándalo mediático. La decisión de su desvinculación con el programa fue tomada por los productores de Disney.

### Evolución dentro el programa
|          | C-1   | C-2   | C-3   | C-4   | C-5   | C-6   | C-7   | C-8   | C-9   | C-10  | C-11  | C.12      | C-13      | Conciertos 14 y 15 | Resultado Final  |
| -------- | ----- | ----- | ----- | ----- | ----- | ----- | ----- | ----- | ----- | ----- | ----- | --------- | --------- | ------------------ | ---------------- |
| Agustina | SIGUE | SIGUE | SIGUE | MEJOR | SIGUE | SIGUE | SIGUE | MEJOR | MEJOR | SIGUE | MEJOR | SIGUE     | FINALISTA | CAMPEONA           | Gabriella Montez |
| Fernando | SIGUE | MEJOR | MEJOR | SIGUE | MEJOR | MEJOR | SIGUE | MEJOR | SIGUE | SIGUE | MEJOR | SIGUE     | FINALISTA | CAMPEÓN            | Troy Bolton      |
| Delfina  | SIGUE | SIGUE | MEJOR | SIGUE | SIGUE | SIGUE | MEJOR | SIGUE | MEJOR | SIGUE | SIGUE | FINALISTA | SIGUE     | CAMPEONA           | Sharpay Evans    |
| Walter   | SIGUE | SIGUE | SIGUE | SIGUE | MEJOR | SIGUE | SIGUE | SIGUE | SIGUE | MEJOR | SIGUE | SIGUE     | FINALISTA | CAMPEÓN            | Ryan Evans       |
| Sofía    | SIGUE | SIGUE | SIGUE | SIGUE | MEJOR | MEJOR | SIGUE | MEJOR | SIGUE | MEJOR | SIGUE | FINALISTA | SIGUE     | SUBCAMPEONA        | Kelsi Nielsen    |
| Gastón   | SIGUE | SIGUE | SAL.  | SIGUE | SIGUE | SIGUE | SIGUE | SIGUE | NOM.  | NOM.  | SIGUE | FINALISTA | SIGUE     | SUBCAMPEÓN         | Zeke Baylor      |
| Valeria  | SIGUE | MEJOR | SIGUE | SIGUE | SIGUE | SIGUE | SIGUE | SIGUE | SIGUE | SIGUE | SIGUE | SIGUE     | FINALISTA | SUBCAMPEONA        | Taylor McKessie  |
| Juanchi  | MEJOR | SIGUE | SIGUE | MEJOR | SIGUE | SIGUE | MEJOR | MEJOR | SIGUE | SIGUE | SIGUE | FINALISTA | SIGUE     | SUBCAMPEÓN         | Chad Danforth    |
| Marco    | SIGUE | SIGUE | SIGUE | SIGUE | NOM.  | SIGUE | NOM.  | SIGUE | SIGUE | NOM.  | ELI.  |           |           |                    |                  |
| Colo     | SIGUE | SIGUE | SIGUE | SIGUE | SIGUE | NOM.  | SIGUE | NOM.  | NOM.  | ELI.  |       |           |           |                    |                  |
| Clarita  | SIGUE | NOM.  | SIGUE | NOM.  | SIGUE | SIGUE | SIGUE | NOM.  | ELI.  |       |       |           |           |                    |                  |
| Sumi     | SIGUE | SIGUE | SIGUE | SIGUE | SIGUE | SIGUE | NOM.  | ELI.  |       |       |       |           |           |                    |                  |
| Esteban  | NOM.  | SAL.  | NOM.  | SAL.  | SIGUE | NOM.  | ELI.  |       |       |       |       |           |           |                    |                  |
| Victoria | MEJOR | SAL.  | SAL.  | SAL.  | NOM.  | ELI.  |       |       |       |       |       |           |           |                    |                  |
| Sophie   | SIGUE | SIGUE | SIGUE | NOM.  | ELI.  |       |       |       |       |       |       |           |           |                    |                  |
| Facha    | SIGUE | SIGUE | NOM.  | ELI.  |       |       |       |       |       |       |       |           |           |                    |                  |
| Ariel    | SIGUE | NOM.  | ELI.  |       |       |       |       |       |       |       |       |           |           |                    |                  |
| Brunella | NOM.  | ELI.  |       |       |       |       |       |       |       |       |       |           |           |                    |                  |
| Ignacio  | ELI.  |       |       |       |       |       |       |       |       |       |       |           |           |                    |                  |
| Paula    | ELI.  |       |       |       |       |       |       |       |       |       |       |           |           |                    |                  |

### Promedios en conciertos
|          | C-1  | C-2  | C-3  | C-4  | C-5  | C-6  | C-7  | C-8  | C-9  | C-10 | C-11 |
| -------- | ---- | ---- | ---- | ---- | ---- | ---- | ---- | ---- | ---- | ---- | ---- |
| Agustina | S/A  | 8,18 | 8,33 | 8,98 | 8,75 | 9,20 | 8,75 | 9,00 | 9,13 | 8,85 | 9,23 |
| Fernando | 8,50 | 9,05 | 9,45 | 8,38 | 9,10 | 9,33 | 8,90 | 9,25 | 9,00 | 8,85 | 9,58 |
| Delfina  | 8,28 | 8,65 | 8,58 | 8,85 | 9,03 | 8,98 | 9,10 | 8,80 | 9,05 | 8,88 | 8,90 |
| Walter   | 8,10 | 8,45 | 8,63 | 8,68 | 9,10 | 8,93 | 8,80 | 8,93 | 8,93 | 9,15 | 8,80 |
| Sofía    | 8,20 | 8,33 | 8,45 | 8,38 | 9,13 | 9,30 | 9,05 | 9,00 | 8,78 | 9,45 | 8,85 |
| Gastón   | 7,70 | 7,50 | S/A  | 8,00 | 7,25 | 8,08 | 8,38 | 8,48 | 7,85 | 8,55 | 8,60 |
| Valeria  | 7,93 | 8,75 | 8,38 | 8,38 | 8,05 | 8,66 | 8,68 | 8,70 | 8,75 | 8,85 | 7,93 |
| Juanchi  | 8,78 | 8,70 | 8,30 | 8,78 | 8,95 | 9,23 | 9,15 | 9,25 | 9,00 | 8,75 | 9,20 |
| Marco    | 7,33 | 8,50 | 8,45 | 8,05 | 7,15 | 8,10 | 7,75 | 8,05 | 8,38 | S/A  | S/A  |
| Colo     | 8,45 | 8,68 | 7,83 | 8,38 | 8,15 | S/A  | 8,53 | 8,00 | S/A  | S/A  |      |
| Clarita  | 7,98 | 7,30 | 7,45 | S/A  | 7,73 | 8,20 | 8,48 | 7,98 | S/A  |      |      |
| Sumi     | 8,38 | 8,13 | 7,88 | 8,18 | 7,60 | 7,88 | 8,13 | S/AA |      |      |      |
| Esteban  | S/A  | S/A  | S/A  | S/A  | 7,53 | 7,13 | S/A  |      |      |      |      |
| Victoria | 8,48 | S/A  | S/A  | S/A  | 7,03 | S/A  |      |      |      |      |      |
| Sophie   | S/A  | 8,03 | 7,68 | S/A  | S/A  |      |      |      |      |      |      |
| Facha    | 7,78 | 7,60 | S/A  | S/A  |      |      |      |      |      |      |      |
| Ariel    | 7,88 | 7,43 | S/A  |      |      |      |      |      |      |      |      |
| Brunella | S/A  | S/A  |      |      |      |      |      |      |      |      |      |
| Ignacio  | S/A  |      |      |      |      |      |      |      |      |      |      |
| Paula    | S/A  |      |      |      |      |      |      |      |      |      |      |

## La escuela
Durante la semana, entre un show y el subsiguiente, los participantes debieron asistir a la escuela High School, montada especialmente para la ocasión en el Microestadio de Argentinos Juniors. Allí cumplían un horario y un calendario de clases de: Actuación, Canto, Baile, Expresión Corporal, y demás materias. Los chicos no vivieron allí.
El director de la misma era el compositor Fernando López Rossi, y los instructores que tuvieron el trabajo de perfeccionar a los chicos en las diferentes disciplinas eran: el coreógrafo Ricky Pashkus, Virginia Módica, Rodrigo Cristófaro, Verónica Garabello, Leandro Puerta, Hernán Vera y Hernán Kuttel.
Los profesores de la escuela, así como el director, calificaban la dedicación, conducta, actitud, puntualidad, rendimiento, y esfuerzo de cada alumno, asignando una nota individual dentro de la escuela. La nota escuela era secreta, se daba a conocer al término de todas los conciertos,  promediándose con la nota del jurado al final del show.

## Los conciertos
Se denominaba El concierto al show semanal conducido por Matías Martin, transmitido los domingos por Canal 13 para Argentina, y los lunes por Disney Channel para todos los países del Cono Sur y Perú, donde los chicos cantaban en duetos o de forma individual con el fin de demostrar al público sus avances. Durante el show solían transmitirse imágenes del backstage, como así también, pruebas de improvisación y actuación a los participantes.
El desempeño de cada participante fue evaluado por un jurado, cuyos miembros eran: la cantante folclórica Soledad Pastorutti (reemplazada en el primer concierto por Afo Verde), la conductora Laura Oliva, el profesor tucumano de música Peter Macfarlane y la actriz Andrea del Boca (reemplazada en el noveno concierto por Diego Ramos). Cada uno le otorgaba a cada concursante un puntaje entre 1 y 10. En el penúltimo concierto Soledad se ausentó y fue reemplazada por Jorge Nisco, quien posteriormente fue jurado en el último concierto, y director de la película.
Al terminar cada concierto, se descubría el puntaje final, expresado como el promedio de la nota de la escuela con la nota del Jurado.
Los participantes de menor puntaje pasaban al recuperatorio, aunque la metodología fue variando a lo largo de las emisiones:
- Durante el Primer concierto, los dos alumnos con menor puntaje final fueron eliminados en forma directa, mientras que los dos puntajes más bajos concecutivos fueron directo al voto telefónico (el Recuperatorio).

- A partir del Segundo concierto, se introdujo la botonera, donde parte del público presente en el show, unas 100 personas, ofició de jurado: a través de una botonera con 4 opciones evaluó que dos de los cuatro participantes con promedios más bajos merecían seguir en la escuela. Los no elegidos fueron enviados al Recuperatorio.

- Desde el quinto hasta el décimo concierto, los dos promedios más bajos entraron en el Recuperatorio en forma directa.

## Canciones de los conciertos
1º concierto(15 de julio)
| Alumno/s                            | Canción                        | Artista                                                                              |
| Gastón Vietto y Sumi Justo          | «Start of Something New»       | Zac Efron, Drew Seeley y Vanessa Hudgens para la banda sonora de High School Musical |
| Ariel Leone y Sophie Oliver Sánchez | «Entra en mi vida»             | Sin Bandera                                                                          |
| Fernando Dente y Clara Alonso       | «All My Loving»                | The Beatles                                                                          |
| Walter Bruno y Valeria Baroni       | «Un mundo ideal»               | Demián Bichir y Analí para la banda sonora en Hispanoamérica de Aladdín              |
| Marco Dimónaco y Brunella Margutti  | «Nada fue un error»            | Coti                                                                                 |
| Agustina Vera y Augusto Buccafusco  | «Flashdance... What a Feeling» | Irene Cara para la banda sonora de Flashdance                                        |
| Paula Mastaglio y Nacho Ocampo      | «Eres tú»                      | Belanova para la banda sonora en Hispanoamérica de High School Musical               |
| Juan Manuel Juárez y Victoria Got   | «Angels»                       | Robbie Williams                                                                      |
| Juan Macedonio y Delfina Peña       | «You're the One That I Want»   | John Travolta y Olivia Newton-John para la banda sonora de Grease                    |
| Esteban Rojas y Sofía Agüero Petros | «Breaking Free»                | Zac Efron, Drew Seeley y Vanessa Hudgens para la banda sonora de High School Musical |

2º concierto(22 de julio)
| Alumno/s                              | Canción                               | Artista |
| Brunella Margutti y Esteban Rojas     | «La tortura»                          | Shakira y Alejandro Sanz                                                                                   |
| Augusto Buccafusco y Valeria Baroni   | «I can't take my eyes off of you»     | Drew Seeley, Vanessa Hudgens, Ashley Tisdale y Lucas Grabeel y para la banda sonora de High School Musical |
| Agustina Vera y Sumi Justo            | «Abriendo caminos»                    | Diego Torres y Juan Luis Guerra                                                                            |
| Gastón Vietto y Sophie Oliver Sánchez | «Tu recuerdo»                         | Ricky Martin y Lamari                                                                                      |
| Juan Macedonio                        | «Será que no me amas»                 | Luis Miguel                                                                                                |
| Clara Alonso y Ariel Leone            | «La bella y la bestia»                | Rocío Banquells y Manuel Mijares para la banda sonora en Hispanoamérica de La bella y la bestia            |
| Fernando Dente y Sofía Agüero Petros  | «(I've Had) The Time of My Life»      | Bill Medley y Jennifer Warnes para la banda sonora de Dirty Dancing                                        |
| Juan Manuel Juárez y Marco Dimónaco   | «Porque yo te amo»                    | Sandro |
| Walter Bruno y Delfina Peña           | «We Are the Champions»                | Queen |
| Victoria Got                          | «When there was me and you» (español) | Vanessa Hudgens para la banda sonora de High School Musical                                                |

3º concierto(29 de julio)
| Alumno/s                              | Canción                                   | Artista                                                                    |
| Ariel Leone y Clara Alonso            | «Carnaval toda la vida»                   | Los Fabulosos Cadillacs                                                    |
| Fernando Dente                        | «La bilirrubina»                          | Juan Luis Guerra                                                           |
| Walter Bruno                          | «De música ligera»                        | Soda Stereo                                                                |
| Juan Macedonio y Sofía Agüero Petros  | «Tan enamorados»                          | Ricardo Montaner                                                           |
| Valeria Baroni                        | «Me voy»                                  | Julieta Venegas                                                            |
| Delfina Peña y Juan Manuel Juárez     | «Bop to the Top» (español)                | Ashley Tisdale y Lucas Grabeel para la banda sonora de High School Musical |
| Agustina Vera y Sophie Oliver Sánchez | «The Shoop Shoop Song (It's in His Kiss)» | Cher                                                                       |
| Victoria Got y Sumi Justo             | «Muero de amor por ti»                    | Bandana para la banda sonora en Hispanoamérica de Lilo & Stitch            |
| Gastón Vietto y Esteban Rojas         | «Provócame»                               | Chayanne                                                                   |
| Augusto Buccafusco y Marco Dimónaco   | «A rodar»                                 | Fito Páez                                                                  |

4º concierto(5 de agosto)
| Alumno/s                             | Canción                  | Artista                                      |
| Delfina Peña                         | «Don't know why»         | Norah Jones                                  |
| Marco Dimónaco                       | «Push it to the limit»   | Corbin Bleu para la banda sonora de Jump In! |
| Sofía Agüero Petros                  | «It Must Have Been Love» | Roxette                                      |
| Gastón Vietto                        | «Tren del cielo»         | Soledad Pastorutti                           |
| Augusto Buccafusco y Esteban Rojas   | «Noviembre sin ti»       | Reik                                         |
| Juan Macedonio y Walter Bruno        | «Kilómetros»             | Sin Bandera                                  |
| Fernando Dente y Juan Manuel Juárez  | «Usted»                  | Diego Torres                                 |
| Agustina Vera y Victoria Got         | «Alba»                   | Diego Torres                                 |
| Valeria Baroni y Sumi Justo          | «Fame»                   | Irene Cara para la banda sonora de Fame      |
| Sophie Oliver Sánchez y Clara Alonso | «Ni Freud ni tu mamá»    | Belinda                                      |

5º concierto(12 de agosto)
| Alumno/s                             | Canción                         | Artista                                    |
| Agustina Vera                        | «Inevitable»                    | Shakira                                    |
| Juan Macedonio                       | «No me arrepiento de este amor» | Attaque 77 (cover, tema original de Gilda) |
| Juan Manuel Juárez                   | «El día que me quieras»         | Luis Miguel                                |
| Sumi Justo                           | «Pero me acuerdo de ti»         | Christina Aguilera                         |
| Esteban Rojas                        | «Yo te voy a amar»              | NSYNC                                      |
| Clara Alonso y Sophie Oliver Sánchez | «Girls Just Want to Have Fun»   | Cyndi Lauper                               |
| Delfina Peña y Sofía Agüero Petros   | «I Say a Little Prayer»         | Aretha Franklin                            |
| Walter Bruno y Fernando Dente        | «Corazón partío»                | Alejandro Sanz                             |
| Valeria Baroni y Victoria Got        | «Amor narcótico»                | Chichí Peralta                             |
| Gastón Vietto y Marco Dimónaco       | «Para no olvidar»               | Los Rodríguez                              |

6º concierto(19 de agosto)
| Alumno/s                           | Canción                             | Artista                       |
| Sofía Agüero Petros                | «Te está pasando lo mismo que a mí» | Marcela Morelo                |
| Fernando Dente y Agustina Vera     | «Don»                               | Miranda!                      |
| Marco Dimónaco y Victoria Got      | «Somos novios»                      | Luis Miguel                   |
| Esteban Rojas y Juan Manuel Juárez | «Caraluna»                          | Bacilos                       |
| Clara Alonso                       | «Girlfriend»                        | Avril Lavigne                 |
| Gastón Vietto                      | «Me va a extrañar»                  | Ricardo Montaner              |
| Valeria Baroni                     | «Héroe»                             | Mariah Carey                  |
| Sumi Justo y Juan Macedonio        | «No me ames»                        | Jennifer Lopez y Marc Anthony |
| Delfina Peña                       | «Falsas esperanzas»                 | Christina Aguilera            |
| Walter Bruno                       | «Somebody to love»                  | Queen                         |

7º concierto(26 de agosto)
| Alumno/s                           | Canción                             | Artista                                                           |
| Esteban Rojas y Juan Manuel Juárez | «She»                               | Elvis Costello                                                    |
| Gastón Vietto y Clara Alonso       | «11 y 6»                            | Fito Páez                                                         |
| Delfina Peña y Valeria Baroni      | «Colores en el viento»              | Gema Castaño para la banda sonora en Hispanoamérica de Pocahontas |
| Sofía Agüero Petros                | «Mi reflejo»                        | Christina Aguilera para la banda sonora de Mulan                  |
| Walter Bruno                       | «Lloviendo estrellas»               | Cristian Castro                                                   |
| Fernando Dente                     | «Getcha head in the game» (español) | Drew Seeley para la banda sonora de High School Musical           |
| Marco Dimónaco                     | «Imagíname sin ti»                  | Luis Fonsi                                                        |
| Agustina Vera                      | «Cambio dolor»                      | Natalia Oreiro                                                    |
| Sumi Justo                         | «Paisaje»                           | Gilda                                                             |
| Juan Macedonio                     | «Great balls of fire»               | Jerry Lee Lewis                                                   |

8º concierto(2 de septiembre)
| Alumno/s                           | Canción                               | Artista                                                                                     |
| Marco Dimónaco y Sumi Justo        | «Me puedes de punta a punta»          | Axel                                                                                        |
| Sofía Agüero petros y Walter Bruno | «Será, será (Las caderas no mienten)» | Shakira y Alejandro Sanz                                                                    |
| Agustina Vera y Valeria Baroni     | «Por mi camino iré»                   | Paulina Holguin para la banda sonora en Hispanoamérica de High School Musical 2             |
| Delfina Peña                       | «Yo quiero un héroe»                  | Jennifer Saunders (cover, versión original de Bonnie Tyler) para la banda sonora de Shrek 2 |
| Gastón Vietto                      | «Ven a bailar»                        | Yamana                                                                                      |
| Juan Macedonio                     | «Grace Kelly»                         | Mika                                                                                        |
| Fernando Dente                     | «Pequeños sueños»                     | Árbol                                                                                       |
| Clara Alonso                       | «Music»                               | Madonna                                                                                     |
| Juan Manuel Juárez                 | «Crimen»                              | Gustavo Cerati                                                                              |

9º concierto(9 de septiembre)
| Alumno/s                             | Canción                     | Artista                                                                                         |
| Juan Manuel Juárez y Clara Alonso    | «Que no me pierda»          | Diego Torres                                                                                    |
| Walter Bruno y Agustina Vera         | «Eres la música en mí»      | Dani Martins y Valeria Gastaldi para la banda sonora en Hispanoamérica de High School Musical 2 |
| Sofía Agüero Petros y Valeria Baroni | «Man! I Feel Like a Woman!» | Shania Twain                                                                                    |
| Marco Dimónaco                       | «Pégate»                    | Ricky Martin                                                                                    |
| Fernando Dente                       | «Save Me»                   | Queen                                                                                           |
| Delfina Peña                         | «Ayer»                      | Celia Cruz                                                                                      |
| Juan Macedonio                       | «Algo contigo»              | Vicentico                                                                                       |
| Gastón Vietto                        | «Cachita»                   | Ricardo Montaner                                                                                |

10º concierto(16 de septiembre)
| Alumno/s                           | Canción                                       | Artista                                                                  |
| Gastón Vietto y Juan Manuel Juárez | «Corazón espinado»                            | Santana                                                                  |
| Agustina Vera y Delfina Peña       | «My heart will go on»                         | Céline Dion para la banda sonora de Titanic                              |
| Sofía Agüero Petros y Walter Bruno | «You Are the Music in Me (Reprise)» (español) | Ashley Tisdale y Zac Efron para la banda sonora de High School Musical 2 |
| Juan Macedonio y Fernando Dente    | «Dame fuego»                                  | Sandro                                                                   |
| Marco Dimónaco                     | «Procura»                                     | Chichí Peralta                                                           |
| Valeria Baroni                     | «I Will Survive»                              | Gloria Gaynor                                                            |
| Walter Bruno                       | «Lo dejaría todo»                             | Chayanne                                                                 |

11º concierto(23 de septiembre)
| Alumno/s                       | Canción                           | Artista            |
| Gastón Vietto y Marco Dimónaco | «Un vestido y un amor»            | Fito Páez          |
| Walter Bruno y Delfina Peña    | «Isn't She Lovely»                | Stevie Wonder      |
| Sofía Agüero Petros            | «Si tú no estás»                  | Rosana             |
| Juan Macedonio                 | «América»                         | Luis Miguel        |
| Fernando Dente                 | «Rock DJ»                         | Robbie Williams    |
| Agustina Vera                  | «Mary Poppins y el Deshollinador» | Fabiana Cantilo    |
| Valeria Baroni                 | «El sol no regresa»               | La Quinta Estación |

12º concierto(30 de septiembre)
| Alumno/s            | Canción               | Artista                   |
| Fernando Dente      | «Help!»               | The Beatles               |
| Agustina Vera       | «Material Girl»       | Madonna                   |
| Juan Macedonio      | «Loco un poco»        | Turf                      |
| Sofía Agüero Petros | «La soledad»          | Laura Pausini             |
| Gastón Vietto       | «Corazón»             | Los Auténticos Decadentes |
| Valeria Baroni      | «Azúcar amargo»       | Fey                       |
| Walter Bruno        | «No es lo mismo»      | Alejandro Sanz            |
| Delfina Peña        | «Ni una sola palabra» | Paulina Rubio             |

13º concierto(7 de octubre)
| Alumno/s                           | Canción                      | Artista                                                                   |
| Fernando Dente                     | «Llueve sobre mojado»        | Fito Páez y Joaquín Sabina                                                |
| Agustina Vera                      | «Sólo tus canciones»         | Daniela Herrero                                                           |
| Juan Macedonio                     | «No puedo más»               | Canción compuesta por Fernando López Rossi para HSM: la selección         |
| Delfina Peña                       | «Yo quiero ser una estrella» | Canción compuesta por Fernando López Rossi para HSM: la selección         |
| Gastón Vieto y Sofía Agüero Petros | «Everyday» (español)         | Zac Efron y Vanessa Hudgens para la banda sonora de High School Musical 2 |
| Valeria Baroni                     | «El universo sobre mí»       | Amaral                                                                    |
| Walter Bruno                       | «A puro dolor»               | Sin Bandera                                                               |

14º concierto(14 de octubre)
| Alumno/s                                     | Canción                      | Artista                                                                              |
| Gastón Vietto y Agustina Vera                | «Start of Something New»     | Zac Efron, Drew Seeley y Vanessa Hudgens para la banda sonora de High School Musical |
| Delfina Peña y Juan Macedonio                | «Bop to the Top»             | Ashley Tisdale y Lucas Grabeel para la banda sonora de High School Musical           |
| Fernando Dente y Sofía Agüero Petros         | «Algunos sentimientos»       | Canción compuesta por Fernando López Rossi para HSM: la selección                    |
| Valeria Baroni                               | «Yo quiero ser una estrella» | Canción compuesta por Fernando López Rossi para HSM: la selección                    |
| Walter Bruno                                 | «No puedo más»               | Canción compuesta por Fernando López Rossi para HSM: la selección                    |
| Todos los participantes de HSM: la selección | «What Time is It?»           | Elenco de High School Musical 2 para la película                                     |

15º concierto(21 de octubre)
| Alumno/s                                     | Canción                      | Artista                                                                                         |
| Juan Macedonio y Valeria Baroni              | «We Are the Champions»       | Queen                                                                                           |
| Delfina Peña                                 | «Quiero ser una estrella»    | Canción compuesta por Fernando López Rossi para HSM: la selección                               |
| Walter Bruno                                 | «No puedo más»               | Canción compuesta por Fernando López Rossi para HSM: la selección                               |
| Gastón Vietto y Agustina Vera                | «Algunos sentimientos»       | Canción compuesta por Fernando López Rossi para HSM: la selección                               |
| Fernando Dente y Sofía Agüero Petros         | «Breaking Free» (español)    | Zac Efron, Drew Seeley y Vanessa Hudgens para la banda sonora de High School Musical            |
| Todos los participantes de HSM: la selección | «What Time is It?» (español) | Elenco de High School Musical 2 para la película                                                |
| Fernando Dente y Agustina Vera               | «Everyday» (español)         | Zac Efron y Vanessa Hudgens para la banda sonora de High School Musical 2                       |
| Gastón Vietto y Sofía Agüero Petros          | «Eres la música en mí»       | Dani Martins y Valeria Gastaldi para la banda sonora en Hispanoamérica de High School Musical 2 |
| Todos los finalistas de HSM: la selección    | «Nada termina»               | Canción compuesta por Fernando López Rossi para HSM: la selección                               |

## Los finalistas
Si bien desde el comienzo, High School Musical: La Selección definió como objetivo principal buscar una pareja protagónica para los roles de Troy y Gabriella, durante el undécimo concierto, se estableció el fin de la eliminación del público a través de la votación telefónica, ya que los ocho participantes restantes eran Los finalistas del programa. Además, se definió que no sólo los roles de Gabriella y de Troy sean asignados, sino también los de Ryan y Sharpay Evans.
Es así como en los dos conciertos siguientes, cada papel fue designado a dos concursantes, los que tuvieron que personificarse para demostrar su aptitudes. La decisión sobre las asignaciones de los roles y la elección sobre el alumno que lo desempeñaría, recayó en el Jurado, los Profesores de la escuela y en los Productores de la película.
- Durante el duodécimo concierto se asignaron: Sofía Agüero Petros para el rol de Gabriella,  Gastón Vietto para el de Troy, Delfina Peña para el de Sharpay y Juan Macedonio para el de Ryan.

- Durante el siguiente concierto, se definieron las asignaciones de: Agustina Vera para el rol de Gabriella, Fernando Dente para el de Troy, Valeria Baroni para el de Sharpay y Walter Bruno para el de Ryan.

El resultado de la competencia por los roles co-protagónicos se dio a conocer, tras una definición cerrada, en el Penúltimo concierto: el papel de Sharpay Evans fue otorgado a Delfina Peña, mientras que el de Ryan Evans fue dado a Walter Bruno.
Los roles protagónicos, en cambio, se dieron a conocer al término de la final: Agustina Vera y Fernando Dente fueron los dos participantes del reality elegidos como Gabriella Montez y Troy Bolton respectivamente.

## El grupo musical
Durante el decimotercer concierto, los ocho finalistas de High School Musical: La Selección se enteraron de que formarían una banda musical. Desde el programa se promovió un concurso para que el público decidiese el nombre del grupo, teniendo como premio mayor un viaje para dos personas a cualquiera de los Parques de Disney en el mundo. Sin embargo, los plazos establecidos no fueron respetados y el concurso finalizó sin la elección de un nombre y sin ganadores. Es así, como la banda comenzó a llamarse simplemente como High School Musical: La Selección - En Gira.

### Actuar, bailar, cantar
El 27 de agosto comenzaron, en los estudios de El Santito, las grabaciones del primer CD de High School Musical: La selección - Actuar, bailar, cantar. El CD es una producción de Pablo Durand y los coros estuvieron a cargo de Virginia Módica, entrenadora de canto del programa.
El disco fue lanzado oficialmente el miércoles 12 de septiembre, bajo el sello discográfico Sony BMG, y a menos de tres días de su lanzamiento, alcanzó en Argentina la certificación de Disco de Oro y el 2° puesto en ventas a nivel nacional.
Los temas del disco fueron interpretados por los 20 participantes del programa, y son un compilado de sus mejores interpretaciones durante las galas, más los dos temas escritos por Fernando López Rossi, director de La escuela y del repertorio del disco: «Actuar, bailar, cantar» y «Nada termina».

### Lista de canciones
| #  | Nombre                                  | Compositor                          | Cantan                                   | Duración |
| -- | --------------------------------------- | ----------------------------------- | ---------------------------------------- | -------- |
| 1  | Actuar, Bailar, Cantar                  | Fernando López Rossi                | HSM La Selección                         | 2:42     |
| 2  | Unidos                                  | Matthew Gerrad - Robbie Nevil       | HSM La Selección                         | 3:48     |
| 3  | Flashdance... What a feeling            | Irene Cara - K. Forsey - G. Moroder | Agustina Vera y Augusto Buccafusco       | 2:24     |
| 4  | Fame                                    | Michael Gore - Dean Pitchford       | Valeria Baroni y Sumi Justo              | 3:08     |
| 5  | I say a little prayer                   | Burt Bacharach - Hal David          | Delfina Peña y Sofía Agüero Petros       | 3:01     |
| 6  | The Shoop Shoop Song (It's in His Kiss) | Rudy Clack                          | Agustina Vera y Sophie Oliver Sánchez    | 2:27     |
| 7  | La Bella y La Bestia                    | Howard Ashman - Alan Menken         | María Clara Alonso y Ariel Leone         | 2:59     |
| 8  | Bop to the Top                          | Randy Peterson                      | Delfina Peña y El Juan Manuel Juárez     | 1:48     |
| 9  | La bilirrubina                          | Juan Luis Guerra                    | Fernando Dente                           | 2:50     |
| 10 | Me va a extrañar                        | Ricardo Montaner                    | Gastón Vietto                            | 2:49     |
| 11 | Corazón Partío                          | Alejandro Sanz                      | Walter Bruno y Fernando Dente            | 3:03     |
| 12 | La tortura                              | Luis F. Ochoa - Shakira - A. Sanz   | Brunella Margutti y Esteban Rojas        | 2:26     |
| 13 | Eres tú                                 | A. Dodd - A. Watts                  | Nacho Ocampo y Paula Mustaglio           | 2:01     |
| 14 | Por que yo te amo                       | Oscar Anderle - Sandro              | Marco Dimónaco y El Juan Manuel Juárez   | 2:48     |
| 15 | No me arrepiento de este amor           | Myrian A. Bianchi                   | Juan Macedonio                           | 2:29     |
| 16 | When There Was Me and You (en español)  | Jamie Huston                        | Victoria Got                             | 2:23     |
| 17 | Nada Termina                            | Fernando López Rossi                | Soledad Pastorutti (jurado del programa) | 2:57     |
| 18 | Actuar, Cantar, Bailar (Versión corta)  | Fernando López Rossi                | HSM La Selección                         | 1:40     |

### Sueños
El 22 de octubre de 2007 comenzaron las grabaciones del primer disco de la banda y el segundo del ciclo, Sueños. Al igual que el anterior, se trata de una producción de Pablo Durand que lleva el sello discográfico de Sony BMG.
Incluye temas originales de High School Musical en español, como You Are The Music In Me, What Time Is It? y All For One; canciones inéditas, compuestas por Fernando López Rossi especialmente para la versión argentina de la película que se dieron a conocer durante el programa, entre ellas el corte de difusión Algunos Sentimientos, y Yo Quiero Ser Una Estrella y No Puedo Más, además de nuevas versiones de Actuar, Bailar, Cantar y el tema Ever, Ever After de la película de Disney Enchanted (Encantada), cantado por Delfina Peña.
El disco fue presentado a través de una gira nacional de la banda que culminó en el mes de diciembre en el Teatro Opera, de Buenos Aires. A dos días de su lanzamiento, el CD alcanzó en Argentina el Puesto #1 en ventas a nivel nacional.

#### Lista de canciones
| #  | Nombre                                         | Cantan                                      | Duración |
| -- | ---------------------------------------------- | ------------------------------------------- | -------- |
| 1  | Yo quiero ser una estrella                     | Delfina                                     | 2:20     |
| 2  | Algunos sentimientos                           | Agustina y Fernando                         | 3:14     |
| 3  | ¿Que viene aquí? (What Time Is It?)            | HSM:La Selección En Gira                    | 3:20     |
| 4  | No puedo más                                   | Walter                                      | 3:15     |
| 5  | Yo llevo un amor                               | Agustina, Sofía y Valeria                   | 3:04     |
| 6  | Si se lo contás                                | Juan, Walter, Gastón, Sofía, Delfina y Vale | 3:14     |
| 7  | Eres la Música en Mí (You Are The Music In Me) | Valeria y Gastón                            | 3:26     |
| 8  | La Canción Que Yo Te Quiero Regalar            | Valeria y Sofía                             | 3:17     |
| 9  | Nunca Es Tarde Para Mí                         | Gastón                                      | 3:37     |
| 10 | Todos Para Uno (All For One)                   | HSM:La Selección En Gira                    | 4:11     |
| 11 | Algo Empieza a Cambiar                         | HSM:La Selección En Gira                    | 2:51     |
| 12 | Tu sueño                                       | HSM:La Selección En Gira                    | 2:53     |
| 13 | Actuar, Bailar, Cantar (versión acústica)      | HSM:La Selección En Gira                    | 2:11     |
| 14 | Actuar, Bailar, Cantar (versión rápida)        | HSM:La Selección En Gira                    | 1:43     |
| 15 | Para Siempre (Ever, Ever After)                | Delfina                                     | 3:36     |

1. ↑  El 20 de noviembre corresponde a la fecha de su lanzamiento comercial, la premier y presentación a los distribuidores fue el 15 de noviembre.

### DVD promocional Movistar
La compañía de teléfonos móviles Movistar, lanzó también un DVD de carácter promocional de High School Musical, La Selección, como regalo con algunos de sus teléfonos. Este incluía las versiones en español de You are the music in me, All For One y What time is it?, las canciones de la versión argentina, Algunos sentimientos, Quiero ser una estrella y No puedo más y el tema de apertura del programa de Actuar, Bailar, Cantar en su versión original. Además, contenía videos con las mejores actuaciones de los integrantes del grupo musical en el programa: ¿Que viene aquí?, el dance-along de Actuar, Bailar, Cantar con Carolina Ibarra, conductora del Zapping Zone, así como el video de la canción, la visita de Gerardo de Movistar a la escuela y algunos ensayos.